# Букатевич, Назарий Иванович
Наза́рий Ива́нович Букате́вич (10 [22] октября 1884, Любомль — 15 декабря 1984, Одесса) — советский и украинский этнограф, историк, языковед. Кандидат филологических наук (1943). Профессор (1960).

## Биография
Назарий Иванович Букатевич родился 10 октября (22 октября по новому стилю) 1884 года в городке Любомль (ныне город входит в Волынскую область). 1905 окончил Холмскую духовную семинарию.
Окончил историко-филологический факультет Юрьевского университета (1912).
Учительствовал. С 1922 года преподавал украинский и русский языки в Одесском институте народного хозяйства, Одесском институте народного образования, Одесском педагогическом институте. В 1937—1938 годах работал заведующим кафедрой украинского языка Одесского университета.
1938 года Букатевича обвинили в национализме и уволили с работы. Назарий Иванович вынужден был уехать в Среднюю Азию. Там он преподавал русский язык в городе Кзыл-Орда (Казахстан).
1944 года Букатевич вернулся в Одессу. В 1945—1971 годах он работал заведующим кафедры русского языка Одесского университета. В сентябре 1958 года Букатевич был реабилитирован.
Назарий Иванович Букатевич умер 15 декабря 1984 года в Одессе на сотом году жизни.

## Научная деятельность
Назарий Букатевич был членом этнографической комиссии ВУАН. Изучал развитие украинского чумачества на юге Украины. На основе архивных и статистических материалов показал, что российские генерал-губернаторы отстаивали привилегии русского купечества, которое скупало соль оптом, навязывая украинским чумакам завышенные цены. Досконально исследовал чумацкие пути сообщения, обычное право, определил хронологические рамки активного функционирования промысла.
Опубликовал несколько научных исследований, где использовал образцы народного творчества.
По возвращении из ссылки работал в области русского языкознания, изучающий древнеславянские памятники. Исследовал проблемы развития синтаксических систем русского языка и вопрос словообразования славянских языков.

### Труды
- Чумацтво в XVII—XVIII століттях/ Н. І. Букатевич.// Вісник Одеської комісії краєзнавства при ВУАН. — 1925. — Ч. 2/3. — С. 239—244.
- Опыт исторического изучения предлогов и предложных сочетаний в русском литературном языке/Н. И. Букатевич. — Ч. 1. — Одесса: ОГУ. 1957. — 145 с.
- Опыт исторического изучения предлогов и предложных сочетаний в русском литературном языке/Н. И. Букатевич. — Ч. 2. — Одесса: ОГУ. 1957. — 215 с.
- Учение о словообразовании русского язика в трудах советских лингвистов: Конспект лекций/ Н. И. Букатевич. — Одесса, 1970. — 66 с.
- Русское языкознание в Одесском (б. Новороссийском) университете/ Н. И. Букатевич.// Традиции русского языкознания на Украине. — К., 1977. — С. 95 — 114.
- Очерки по сравнительной грамматике восточнославянских языков. — Одесса, 1958.
- Историческая грамматика русского языка: Учебник. — Киев, 1974.